# 17. фебруар
17. фебруар је четрдесет осми дан у години у Грегоријанском календару. 317 дана (318 у преступним годинама) остаје у години после овог дана.

## Догађаји
- 1600 — Италијански филозоф, астроном и математичар, Ђордано Бруно, спаљен је у Риму као јеретик, на основу пресуде римокатоличке инквизиције.
- 1800 — Представнички дом САД је изабран Томаса Џеферсона за председника и Арона Бера за потпредседника САД, чиме је решен нерешен број гласова на изборима 1800.
- 1854 — Уједињено Краљевство је признало независност Слободне Државе Орање.
- 1836 — Указом кнеза Милош Обреновића у Букурешту је основано прво српско дипломатско-конзуларно представништво под називом Српска агенција. Шеф агенције био је Михајило Герман, а секретар Јован Гавриловић.
- 1863 — Група грађана Женеве је основала Међународни комитет за помоћ рањенима, што ће касније постати познато као Међународних комитет црвеног крста.
- 1864 — Јужњачка подморница „Ханли” је у Америчком грађанском рату у Чарлстону у Јужној Каролини потопила северњачки брод „Хустаник”, што се сматра првим успешним нападом подморнице на ратни брод у историји поморског ратовања.
- 1916 — Британске и француске трупе заузеле су у Првом светском рату Камерун, немачку колонију у Африци.
- 1942 — На брду Бубањ код Ниша Немци су као одмазду због побуне у логору Црвени крст, стрељали преко 1000 Јевреја из Ниша источне и јужне Србије.
- 1959 — САД су лансирале Вангард 2, први метеоролошки сателит, са циљем да мери облачност.
- 1966 — Француска је лансирала свој први сателит с полигона у Сахари.
- 1972 — Доњи дом британског парламента усвојио је закон о приступању Уједињено Краљевства Европској заједници (касније Европска унија).
- 1979 — Реагујући на упад вијетнамских снага у Камбоџу крајем 1978. и збацивање маоистичког режима Црвених Кмера, Кина је напала Вијетнам.
- 1982 — Премијер Зимбабвеа Роберт Мугабе оптужио је некадашњег саборца Џошуу Нкома, за учешће у завери и искључио га из владе. Мугабе и Нкомо водили су седамдесетих година заједничку борбу против расистичке владавине белаца у Јужној Африци.
- 1990 — Комунистичка партија Чехословачке искључила је из чланства бившег председника државе Густава Хусака, бившег премијера Љубомира Штроугала и још 20 високих функционера који су дошли на власт након совјетске интервенције у Чехословачкој 1968.
- 1992 — Генерални секретар УН Бутрос Бутрос Гали препоручио је размештање 13.000 припадника мировних снага светске организације на територији бивше Југославије.
- 1995 — Албанци у Тетову у Македонији почели су масовне демонстрације због одбијања власти да призна „албански универзитет” у том граду. У сукобима с полицијом погинуо је један демонстрант, а већи број је повређен.
- 1997 — Председник Пакистана Фарук Легхари, који је у новембру 1996. распустио владу Беназир Буто, именовао је Наваза Шарифа за новог премијера.
- 1999 — Током албанско-српских преговора у Рамбујеу код Париза, НАТО је усвојио оперативни план за упућивање војних снага на Косово под називом „Заједнички чувар”; начелник Генералштаба Војске Југославије генерал-пуковник Драгољуб Ојданић наредио је јачање борбене готовости јединица ВЈ и предузимање мера за заштиту државне границе и одбране интегритета земље.
- 2002 —
  - Побуњеници у северозападном Непалу напали су владине снаге и том приликом је убијено око 130 полицајаца, војника и цивила.
  - Преласком на евро, Француска се опростила од франка који је 641 годину био национална валута.
- 2003 —
  - По налогу хашког Трибунала на Косову су ухапшени припадници расформиране Ослободилачке војске Косова (ОВК) и изручени том суду: Харадин Баља, Исак Муслиу и Агим Муртези. То је прво хапшење особа по налогу тог суда које је обавио Кфор. Против Агима Муртезија суд је повукао оптужницу због замене идентитета.
  - У паничном изласку из једног ноћног клуба у Чикагу, 21 особа је погинула, а око 50 је повређено.
- 2008 — Скупштина Косова и Метохије је усвојила декларацију о независности и тиме једнострано прогласила отцепљење од Србије.

## Рођења
- 624 — Ву Цетјен, кинеска царица. (прем. 705)[1]
- 1490 — Шарл III Бурбон, француски војсковођа и војвода. (прем. 1527)[2]
- 1519 — Франсоа од Гиза, француски ратник и политичар. (прем. 1563)[3]
- 1740 — Орас-Бенедикт од Сосира, швајцарски физичар. (прем. 1799)[4]
- 1781 — Рене Лаенек, француски лекар и изумитељ. (прем. 1826)[5]
- 1817 — Едуар Тилж, луксембуршки политичар. (прем. 1904)[6]
- 1836 — Густаво Адолфо Бекер, шпански песник и приповедач. (прем. 1870)[7]
- 1859 — Николај Гамалеја, руски лекар и научник (ум. 1949)
- 1862 — Мори Огај, јапански физијатар, преводилац, романописац и песник. (прем. 1922)[8]
- 1865 — Силвије Страхимир Крањчевић, хрватски књижевник. (прем. 1908)[9]
- 1877 — Андре Мажино, француски политичар. (прем. 1932)[10]
- 1883 — Тодор Манојловић, српски песник, драматичар, есејиста. (прем. 1968)[11]
- 1887 — Јозеф Бех, луксембуршки политичар. (прем. 1975)[12]
- 1888 — Ото Штерн, немачко-амерички физичар. (прем. 1969)[13]
- 1914 — Артур Кенеди, амерички глумац. (прем. 1990)[14]
- 1925 — Хал Холбрук, амерички глумац. (прем. 2021)[15]
- 1929 — Алехандро Ходоровски, чилеанско-француски редитељ, песник, писац, глумац, продуцент, композитор и музичар.[16]
- 1935 — Хрвоје Шаринић, хрватски политичар. (прем. 2017)
- 1936 — Стипе Шувар, хрватски политичар. (прем. 2004)[17]
- 1936 — Џим Браун, амерички глумац и играч америчког фудбала (прем. 2023)
- 1937 — Мато Дујмов, буњевачки културни прегалник и писац једночинки. (прем. 1998)[18]
- 1938 — Венијамин Мићић, српски архимандрит.
- 1940 — Матија Барл, југословенски и словеначки глумац и продуцент. (прем. 2018)[19]
- 1944 — Идриз Хошић, југословенски и босанскохерцеговачки фудбалер.
- 1945 — Бренда Фрикер, ирска глумица.[20]
- 1946 — Андре Дусолије, француски глумац.[21]
- 1954 — Рене Русо, америчка глумица.[22]
- 1955 — Мо Јен, кинески књижевник и професор.[23]
- 1958 — Радослав Миленковић, српски глумац и редитељ.[24]
- 1962 — Лу Дајмонд Филипс, амерички глумац.[25]
- 1963 — Мајкл Џордан, амерички кошаркаш.[26]
- 1967 — Ото Хорват, српски писац.[27]
- 1970 — Доминик Персел, аустралијски глумац.[28]
- 1971 — Дениз Ричардс, америчка глумица и модел.[29]
- 1972 — Бојана Грегорић, хрватска глумица.[30]
- 1972 — Били Џо Армстронг, амерички музичар, фронтмен панк-рок бенда Грин деј.[31]
- 1972 — Тејлор Хокинс, амерички бубњар. (прем. 2022)[32]
- 1973 — Горан Буњевчевић, српски фудбалер. (прем. 2018)[33]
- 1973 — Рафаел Ибанез, француски рагбиста.[34]
- 1981 — Џозеф Гордон-Левит, амерички глумац, редитељ, сценариста и продуцент.[35]
- 1981 — Парис Хилтон, америчка глумица, модел, дизајнерка, музичарка, наследница Хилтон хотелског ланца.[36]
- 1982 — Адријано Леите Рибеиро, бразилски фудбалер.[37]
- 1983 — Селита Ебанкс, кајманска манекенка и глумица.[38]
- 1983 — Попи Морган, енглеска порнографска глумица, модел и режисерка.[39]
- 1984 — Марћин Гортат, пољски кошаркаш.[40]
- 1987 — Анте Томић, хрватски кошаркаш.[41]
- 1991 — Бони Рајт, енглеска глумица, режисерка, сценаристкиња и продуценткиња.[42]
- 1991 — Ед Ширан, енглески музичар.[43]
- 1993 — Марк Маркез, шпански спортски мотоциклиста.[44]
- 1994 — Никола Жижић, црногорски кошаркаш.[45]
- 1995 — Медисон Киз, америчка тенисерка.[46]
- 1995 — Вељко Симић, српски фудбалер.[47]
- 1996 — Саша Питерсе, америчка глумица и музичарка.[48]
- 2002 — Андрија Катић, српски фудбалски голман.[49]

## Смрти
- 306 — Теодор Тирон, хришћански светитељ и великомученик.[50]
- 364 — Јовијан, једини римски цар рођен у Сингидунуму (данашњем Београду). (рођ. 331)[51]
- 440 — Месроп Маштоц, јерменски лингвиста. (рођ. 361. или 362)[52]
- 923 — Ел Табари, персијски научник и историчар. (рођ. отприлике 1191)[53]
- 1220 — Теобалд I, војвода Лорене. (рођ. 839)[54]
- 1371 — Јован Александар, цар Бугарске. (рођ. 1301)[55]
- 1600 — Ђордано Бруно, италијански филозоф, астроном. (рођ. 1548)[56]
- 1673 — Молијер, француски комедиограф и глумац. (рођ. 1622)[57]
- 1788 — Морис Кентен де ла Тур, француски сликар.
- 1843 — Еустахија Арсић, прва српска књижевница. (рођ. 1776)[58]
- 1856 — Хајнрих Хајне, немачки песник. (рођ. 1797)[59]
- 1874 — Адолф Кетле, белгијски астроном, математичар, статистичар и социолог. (рођ. 1796)[60]
- 1909 — Џеронимо, индијански поглавица. (рођ. 1829)[61]
- 1934 — Алберт I од Белгије, краљ Белгије. (рођ. 1875)[62]
- 1946 — Дороти Гибсон, америчка глумица, певачица и модел. (рођ. 1889)[63]
- 1961 — Нита Налди, америчка глумица. (рођ. 1894)[64]
- 1970 — Шмуел Јосиф Агнон, израелски књижевник. (рођ. 1888)[65]
- 1982 — Телонијус Манк, амерички џез пијаниста. (рођ. 1917)[66]
- 1986 — Џиду Кришнамурти, индијски филозоф и писац. (рођ. 1895)[67]
- 1994 — Ренди Шилтс, амерички новинар и књижевник. (рођ. 1951)[68]
- 1998 — Ернст Јингер, немачки књижевник, филозоф и војно лице. (рођ. 1895)
- 2004 — Хосе Лопез Портиљо, мексички адвокат и политичар. (рођ. 1920)[69]
- 2005 — Омар Сивори, аргентински фудбалер, један од најбољих фудбалера свих времена. (рођ. 1935)[70]
- 2019 — Шабан Шаулић, српски певач фолк музике, музичар и продуцент (рођ. 1951)[71]

## Празници и дани сећања
- Српска православна црква слави:
  - Преподобног Исидора Пелусиота
  - Преподобног Николаја Исповедника
  - Светог новомученика Јосифа